# Lepiota castanea
Espèce
Lepiota castanea, la lépiote châtain, est une espèce de champignons basidiomycètes de la famille des Agaricaceae.
Moyennement toxique, il est préférable de ne pas la consommer.